# Llanera

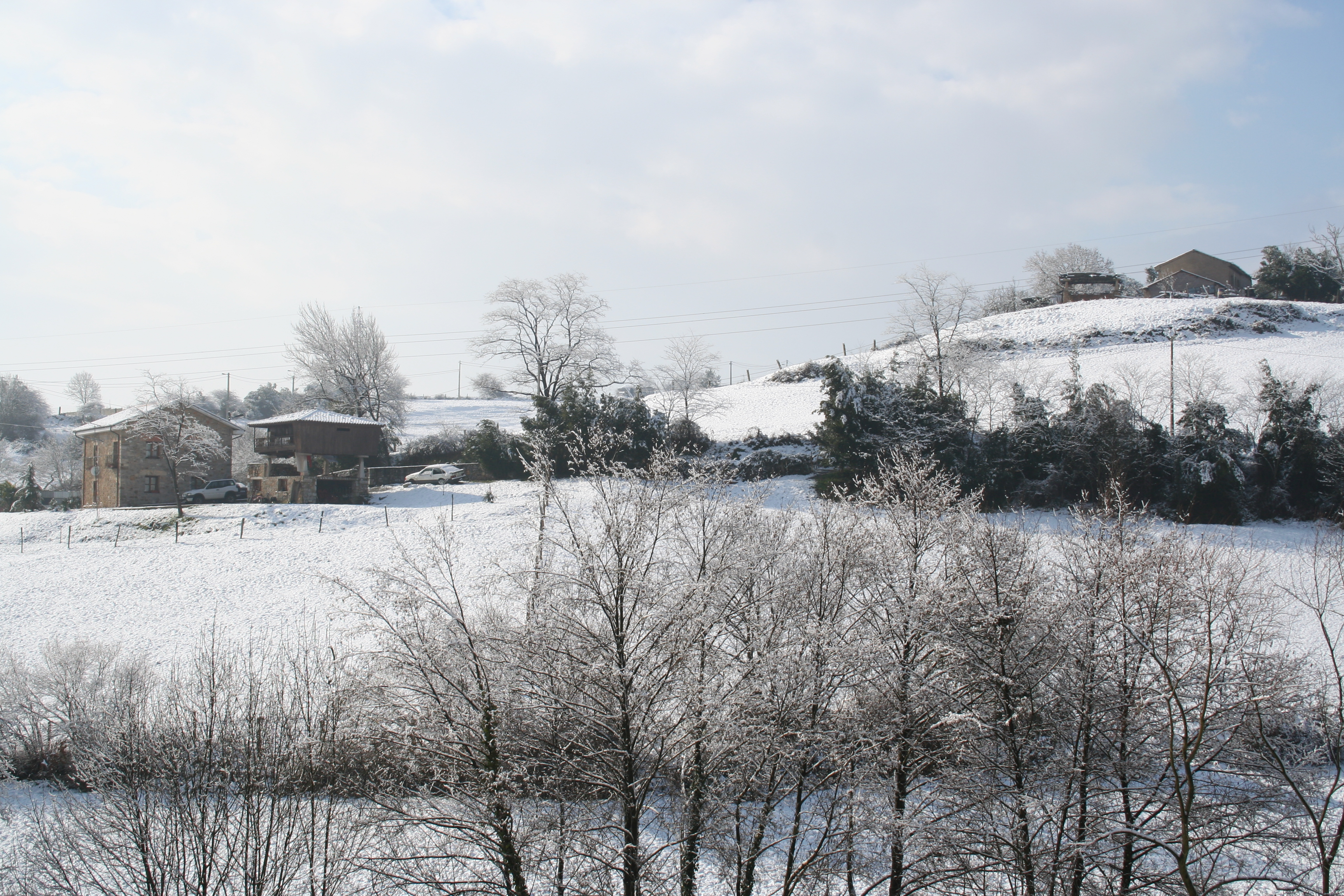
Monte de Llanera, al lado del deportivo de Posada de Llanera

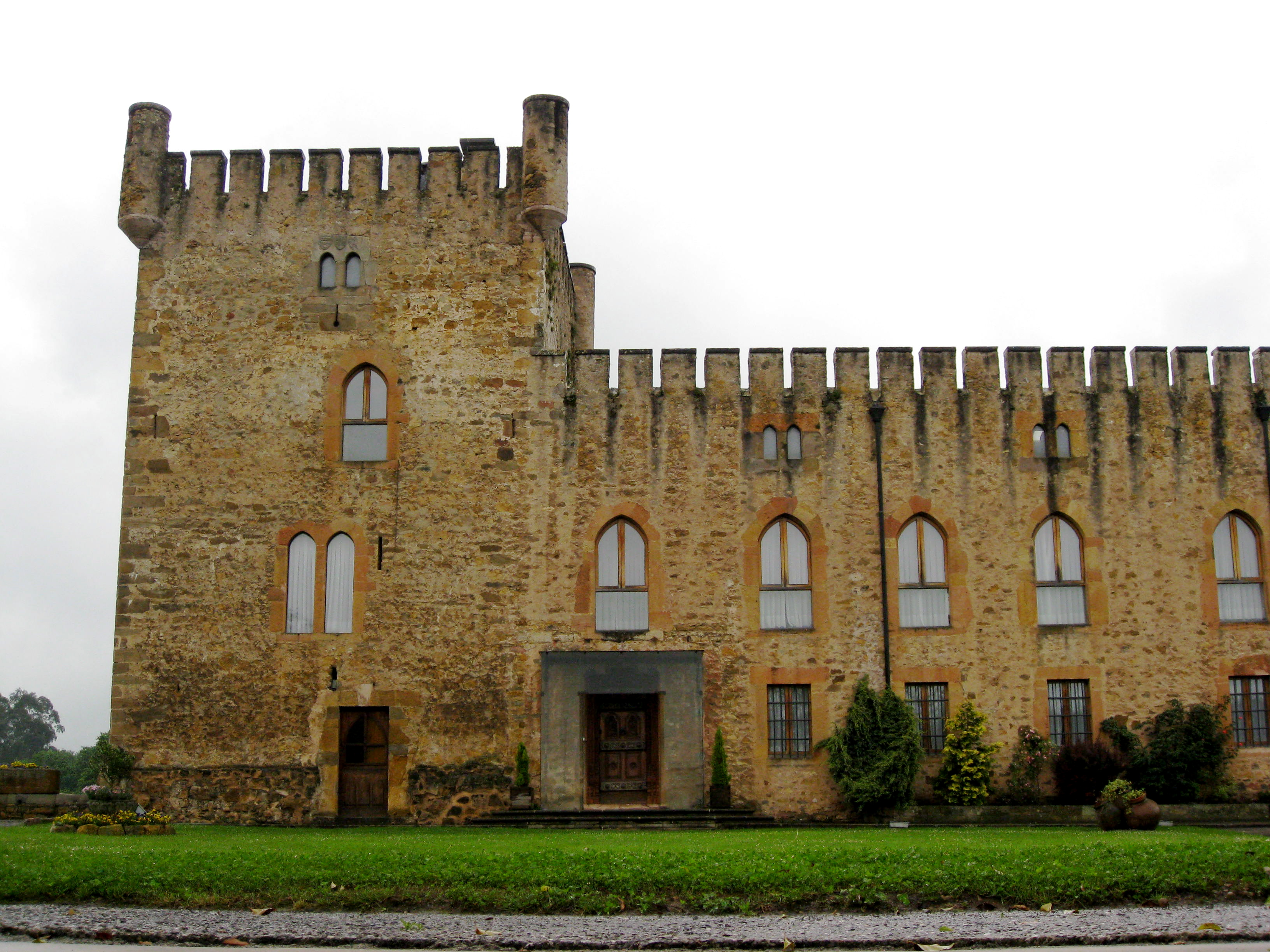
Palacio de San Cucao

Llanera es un concejo de la comunidad autónoma del Principado de Asturias, España. Limita al norte con Gijón y Corvera de Asturias, al sur con Oviedo, al este con Gijón y Siero y al oeste con Illas y Las Regueras. Su capital, Posada de Llanera, está situada a 11 km de Oviedo, 20 de Avilés y 22 de Gijón, siendo Lugo de Llanera el núcleo más poblado y extenso. Cuenta con una población de 13 695 habitantes (INE 2020). Este concejo tiene una extensión de 106,69 km2 y una población de 13 938 habitantes y sus principales núcleos por número de habitantes son: su capital Posada, Lugo de Llanera, Villabona, Pruvia y San Cucao.
Entre los servicios más importantes de este concejo destacan el ferrocarril de Renfe en Lugo de Llanera, Villabona y Ferroñes, el Instituto de Enseñanza Secundaria en Posada de Llanera, su importante sector industrial, con los polígonos de Silvota, Asipo y Parque Tecnológico de Asturias en Lugo de Llanera. Además del Centro Penitenciario de Asturias.

## Geografía
Integrado en la comarca de Oviedo, su capital, Posada de Llanera, se sitúa a 11 kilómetros de la capital asturiana. El término municipal está atravesado por las siguientes carreteras: 
- Autovía Ruta de la Plata (A-66): vía rápida que permite la comunicación con Gijón y Oviedo.
- Autovía Industrial (AS-II): alternativa a la anterior entre Gijón y Oviedo.
- Carretera autonómica AS-17: permite la conexión con Avilés y Langreo.
- Carretera provincial AS-233: comunica con los municipios de Corvera de Asturias y Las Regueras.
- Carreteras locales que comunican las pedanías y conectan con los municipios de Gijón, Siero, Oviedo, Las Regueras y Corvera de Asturias.

El relieve está formado por parte de la llanura que se extiende al norte de Oviedo y, aunque su terreno es predominantemente llano, tiene pequeñas elevaciones entre los que destacamos: Santo Firme (439 metros), Pico del Águila (472 metros), Peña Menende (480 metros) y el pico Gorfolí de (582 metros), que es su máxima altitud. La mayor parte de su terreno se dedica a pasto y la ganadería y le sigue en extensión el uso forestal. Sus especies arbóreas son: el pino, el castaño y el roble, existiendo importantes extensiones de monte dedicadas al eucalipto. Se dedica poca extensión al cultivo destacando la patata y el maíz. Su ganadería es mayoritariamente bovina. Su río más importante es el Nora, que separa Llanera de Oviedo, aunque por el territorio discurren numerosos arroyos. La altitud oscila entre los 582 metros (pico Gorfolí) y los 120 metros a orillas del río Nora. La capital, Posada de Llanera, se alza a 179 metros sobre el nivel del mar. 
| Noroeste: Illas             | Norte: Corvera de Asturias | Noreste: Gijón |
| Oeste: Illas y Las Regueras |                            | Este: Siero    |
| Suroeste: Las Regueras      | Sur: Oviedo                | Sureste: Siero |

Como principal infraestructura civil, se encuentra el aeródromo de la Morgal que se ubica en el concejo entre las localidades de Lugo de Llanera y Posada de Llanera, utilizado para vuelos de recreación y formación. Sus instalaciones se componen de una pista de asfalto de 890m de longitud, junto con unos puestos (5), destinados a helipuerto para servir a las instalaciones próximas del Servicio de Emergencias del Principado de Asturias (SEPA).
Otros equipamientos de ocio incluyen las instalaciones deportivas de La Morgal, con piscinas y otras prácticas deportivas. El circuito de karting "Fernando Alonso", que incluye un museo dedicado al piloto asturiano, junto con el campo de golf "La Morgal golf" completan la oferta de equipamientos recreativos en el concejo.

## Historia

### Prehistoria y Edad Antigua
En Llanera existen varios restos arqueológicos del Paleolítico Inferior, que son los más antiguos localizados en este concejo. En Santo firme, La Bérvola y Caraviés se han localizado varios útiles líticos, como bifaces, hendedores, picos triedros, raederas, etc. que son el primer testimonio del poblamiento de Llanera. A estos restos se les atribuye una edad mínima de 100 000 años AP.
Al Paleolítico medio se adscribe el yacimiento de El Barandiallu (Villardeveyo), así como algún otro hallazgo aislado en otros puntos de Llanera. En el concejo también hay evidencias de ocupaciones humanas durante el Paleolítico superior, en concreto la cueva del Olivo (Pruvia), que contiene niveles del Magdaleniense, y donde se ha recuperado una azagaya y varios colgantes realizados en concha (Trivia sp.).
También hay testimonio de algunos túmulos, hoy desaparecidos por distintas circunstancias, como los documentados en el entorno de la urbanización de Soto de Llanera, así como un yacimiento en cueva que contiene niveles del Neolítico y la Edad del Bronce en La Ponte (Cayés), denominado la Torca l'Arroyu.
Hay varios restos prerromanos, pero la falta de excavaciones arqueológicas hace difícil su datación, los principales castros son: La Coroña, Peñamenende, El Canto de San Pedro, El Cuetu y el Pico Cogolla. El más estudiado ha sido el Canto de San Pedro que se identifica más como centro aglutinador de un territorio ya romanizado (con función defensivo en época romana) y no realmente como un poblado de la Edad del Hierro, ya que todo apunta a que es posterior a la romanización de la zona.
La dominación romana hizo del territorio de Llanera un centro de relativa importancia por su posición y su emplazamiento como nudo de comunicaciones. Se tienen noticias del núcleo de Lucus Asturum que era un enclave importante y estaba relacionado con principales vías de comunicación, aunque seguramente su importancia está excesivamente sobredimensionada, no tratándose en ningún caso de una ciudad romana, sino más bien de un núcleo habitado, con cierta complejidad, formado seguramente por distintas construcciones, pero sin existir trama urbana. En lo alto de Santo Firme también se ha excavado un pequeño emplazamiento defensivo de época tardorromana.

### Edades Media y Moderna
En la Edad Media, hay una gran cantidad de documentaciones que nos informan sobre las ventas o donaciones que hubo en este territorio. En esta época hubo varios monasterios como los de San Pelayo, Santa María de la Vega y San Vicente, pero si hubo uno que destacó fue el de la Iglesia mayor de Oviedo que va ampliando sus territorios gracias a donaciones de dos reyes, Alfonso III y Ordoño II. La culminación de su poder sobre estas tierras llegaría con las donaciones realizadas por la reina doña Urraca que dona a la iglesia de Oviedo todo el territorio de Llanera.
Durante los siglos XIV y XV, la administración de las tierras de Llanera estaban asociadas a las de Las Regueras que pertenecían al Obispo de Oviedo, este encomendaba su administración a una persona que se llamaba el encomendero que era por lo general un noble destacando entre ellos: Don Rodrigo Álvarez de las Asturias o Pedro Menéndez de Valdés. Esta familia destaca por su apoyo a la corona y estuvieron en este cargo de encomenderos hasta bien entrado el siglo XIV. Este sistema de gobierno tuvo varios problemas que acabaron con la rebelión del siglo XV, que se conoce como la rebelión de Los Perxuraos, aunque el nombre se ha tergiversado y derivado en «los excomulgados» (en asturiano exconxuraos), llamada así porque los habitantes, hartos de los abusos del encomendero, se apoderaron de su representante haciéndole objeto de vejaciones y el Obispo respondió con la excomunión de las gentes del concejo y cerró las iglesias. Esta situación duraría cuatro años hasta la muerte del Obispo, con el nuevo Obispo llegarían a un acuerdo prestando juramento de no rebelarse y se les levanta el castigo de la excomunión.
Es en el siglo XVI, durante el reinado de Felipe II, es cuando el concejo pasa a incorporarse a la corona. La ciudad de Oviedo compra el territorio sin contar con la participación vecinal. Este cambio no produjo ninguna mejora para las gentes, ya que hubo continuos conflictos con el Ayuntamiento de Oviedo, estos problemas siguieron sucediendo durante los siglos XVII y XVIII, aunque de una manera diferente, ya que los lazos que unían a Llanera y Oviedo son cada vez más débiles. Esto lo encontramos a la hora de nombrar cargos ya que el consistorio ovetense tenía una potestad cada vez más reducida.
En este siglo XVIII y ya a principios del XIX, hay que destacar la guerra de la Independencia, donde varias personas del concejo fueron deportados a Francia como prisioneras de guerra. Esta zona fue un lugar de paso que se repetiría durante la guerra carlista.

### Edad Contemporánea
En el siglo XIX, Llanera consigue su independencia de Oviedo y fija su capital en Posada, correspondiéndole el asiento número 39 en la Junta General del Principado. Algo que destaca es la importancia que va ganando este concejo como vía de comunicación y a esto se le empezó a unir una industrialización incipiente, se instalan industrias como Cerámica Guisasola, una fábrica de explosivos, explotaciones mineras en Ferroñes. Otro acontecimiento fue la instalación de la línea de ferrocarril León-Gijón que convirtió a Villabona en un importante nudo ferroviario.
En 1936 Llanera dio el triunfo al Frente Popular y tras la sublevación militar, el ejército en esta zona permaneció fiel a la República. Llanera fue tomada en octubre de 1937 al final de la guerra de Asturias, estableciéndose Batallones de Trabajadores de prisioneros del bando republicano en la localidad de Lugo de Llanera. Asimismo, continuaron después algunas acciones guerrilleras.
En 1960 hay un gran impulso industrializador, se inauguran el polígono de Silvota, pero la crisis de los años setenta también afectó a este concejo, con el cierre de varias industrias. Hay que destacar un resurgimiento a finales del siglo XX y empieza a instalarse un nuevo polígono industrial el de Asipo, se ubica allí también Mercasturias, y el Parque Tecnológico de Asturias, alcanzando un gran desarrollo no solo industrial sino residencial.

## Demografía
Llanera cuenta con una población de 13 938 habitantes (INE 2024).
| Gráfica de evolución demográfica de Llanera entre 1842 y 2021                                                       |
| |
| Población de derecho según los censos de población del INE Población de hecho según los censos de población del INE |

A pesar de su privilegiada situación, vivió dedicado a su actividad agraria, al quedar excluida del desarrollo económico industrial, presentando una evolución demográfica similar a la mayoría de los concejos rurales. En los primeros cuarenta años del siglo XX, gana en población 3500 habitantes llegando a su máximo de población con 11 424. Empezando un proceso de retroceso que no pararía hasta 1960. En esta fecha su situación cambia pues se ve metida en el área de construcción del centro de Asturias. Sus dos mayores núcleos Lugo de Llanera y Posada tienen un fuerte empuje como zona residencial teniendo un incremento de población de 1400 personas, alcanzando el concejo una población de 13 938 habitantes. Este proceso ha dado lugar a una pirámide de población donde las personas menores de 20 años son el 26.7 % superando en dos puntos la media regional y en más de cuatro puntos a las mayores de 60 años.
En lo referente a su emigración sí la tuvo, ya que hay que tener en cuenta que en un principio fue un concejo rural y le afectó en la misma medida que a otros concejos rurales. Su emigración fue mayoritariamente a América, Cuba y Argentina, mientras que a partir de 1960 la emigración se dirigió a países del centro de Europa.
El sector servicios es el más importante en su economía y ocupa al mayor número de sus habitantes. Sobresale el comercio seguido por la hostelería, el transporte o comunicaciones. Algo de lo que hay que destacar de Llanera es que tiene una gran concentración de fábricas que se encuentran en los polígonos de Silvota que es de propiedad pública y el de Asipo de propiedad privada. En Llanera están también Mercasturias y el Parque Tecnológico de Asturias.

## Administración y política

### Gobierno municipal
En el concejo de Llanera, desde 1979, el partido que más tiempo ha gobernado ha sido el PP, con el exalcalde José Avelino Sánchez a la cabeza desde 1995 hasta 2015. En la actualidad gobierna el PSOE.
| Periodo   | Nombre                        | Partido | Partido                                    |
| --------- | ----------------------------- | ------- | ------------------------------------------ |
| 1979-1983 | José Luis Suárez Suárez       |         | Independiente                              |
| 1983-1991 | Justo Ignacio Suárez Prado    |         | Federación Socialista Asturiana (FSA-PSOE) |
| 1991-1995 | Rafael Areces Fernández       |         | Federación Socialista Asturiana (FSA-PSOE) |
| 1995-2015 | José Avelino Sánchez Menéndez |         | Partido Popular (PP)                       |
| 2015-act. | Gerardo Sanz Pérez            |         | Federación Socialista Asturiana (FSA-PSOE) |

| Partido político    | Partido político                                                                                | 1979   | 1983   | 1987   | 1991   | 1995   | 1999   | 2003   | 2007   | 2011   | 2015   | 2019   | 2023   |
| Partido político    | Partido político                                                                                | Ediles | Ediles | Ediles | Ediles | Ediles | Ediles | Ediles | Ediles | Ediles | Ediles | Ediles | Ediles |
|                     | Alianza Popular (AP)-Partido Popular (PP)                                                       | 0      | 1      | 2      | 4      | 8      | 9      | 9      | 9      | 8      | 7      | 5      | 6      |
|                     | Federación Socialista Asturiana (FSA-PSOE)                                                      | 5      | 7      | 10     | 10     | 7      | 7      | 6      | 7      | 5      | 5      | 8      | 8      |
|                     | Partido Comunista de España (PCE)-Izquierda Unida (IU)-Bloque por Asturies (BA)-Los Verdes (LV) | 1      | 0      | 0      | 2      | 2      | 1      | 2      | 1      | 2      | 2      | 1      | 1      |
|                     | Somos-Podemos                                                                                   | —      | —      | —      | —      | —      | —      | —      | —      | —      | 2      | 1      | 0      |
|                     | Ciudadanos (CS)                                                                                 | —      | —      | —      | —      | —      | —      | —      | —      | —      | 1      | 1      | —      |
|                     | Foro Asturias (FAC)                                                                             | —      | —      | —      | —      | —      | —      | —      | —      | 2      | —      | —      | —      |
|                     | Agrupación Electoral de Llanera (AELL)                                                          | 7      | 5      | 5      | —      | —      | —      | —      | —      | —      | —      | —      | —      |
|                     | Unión de Centro Democrático (UCD)-Centro Democrático y Social (CDS)                             | 0      | —      | 0      | 1      | —      | —      | —      | —      | —      | —      | —      | —      |
|                     | Vox                                                                                             | —      | —      | —      | —      | —      | —      | —      | —      | —      | —      | 1      | 2      |
| Total de concejales | Total de concejales                                                                             | 13     | 13     | 17     | 17     | 17     | 17     | 17     | 17     | 17     | 17     | 17     | 17     |

### Organización territorial
Según el nomenclátor, el concejo comprende las siguientes parroquias:
- Ables
- Arlós
- Bonielles
- Cayés
- Ferroñes
- Lugo (Llugo)
- Pruvia
- Rondiella (Posada)
- San Cucufate de Llanera (San Cucao)
- Santa Cruz de Llanera (Santa Cruz)
- Villardeveyo (Villardebeyo)

## Cultura

### Arte
Entre la gran cantidad de patrimonio artístico del concejo destacan:
- Lucus Asturum, de este antiguo asentamiento romano hay cantidad de restos, como piedras labradas, una figurilla de bronce, medallas, monedas y sobre todo material latericio. Casi todo ello conservado en el Museo Arqueológico de Asturias.

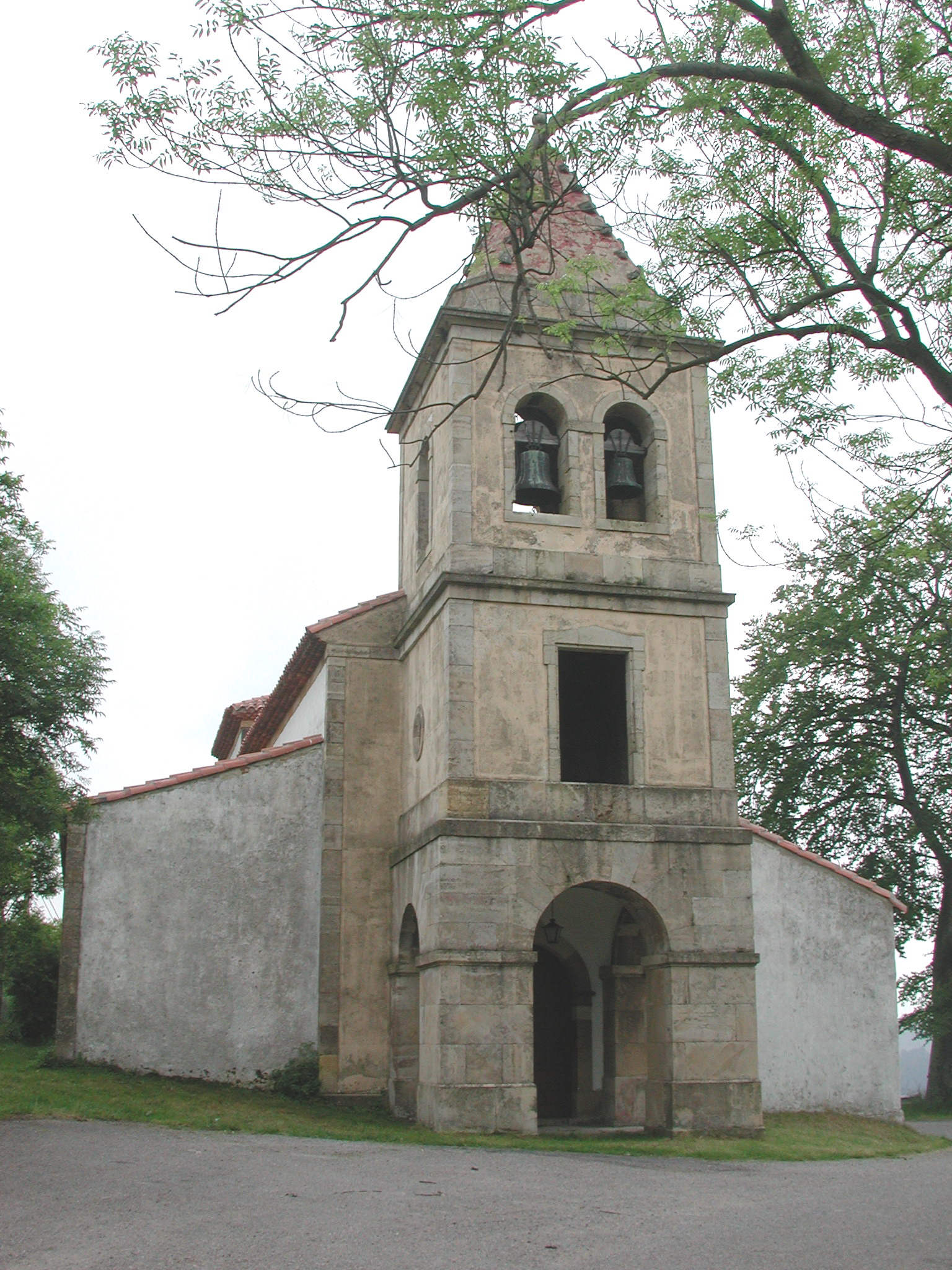
Iglesia de San Miguel

- La iglesia parroquial de San Miguel de Villardeveyo del siglo XV, en su capilla mayor se utiliza una celosía que se reutilizó de otro edificio que perteneció por su estilo a la época de la monarquía asturiana. Está construida sobre otra anterior que debió de quedar en ruinas y a mitad del siglo XIX, se rehízo completamente. El templo es de planta rectangular, cabecera cuadrada y torre campanario a los pies con pórtico ante la puerta. Su interior se encuentra dividido en dos naves separadas por triple arcada sobre pilares, la nave mayor es amplia y bien iluminada, la menor es más angosta. Se cree que su disposición de planta este-oeste y la utilización del pilar cuadrado guarden eco de la construcción antigua.

- La iglesia de Santiago de Arlós es Monumento Histórico Artístico, es una obra clásica del románico rural, de una sola nave y cabecera cuadrada típica asturiana. La portada principal es de arco de medio punto con dos arquivoltas con decoración de sierra. Lo más destacado de la portada son los dos capiteles, el izquierdo tiene dos caballeros que portan en la mano un halcón y el derecho más estropeado muestra un cuadrúpedo alado. Entre la nave y el presbiterio se eleva un arco de triunfo con dos arquivoltas semicirculares que apoyan en tres capiteles. En 1997 se realizan obras de restauración que elimina el enfoscado dejando la piedra a la vista.

- Torre Valdés, es Monumento Histórico Artístico, debido a las reformas realizadas en el siglo XX, tiene un cambio de fisonomía, la cubierta de tija a cuatro vertientes se sustituye por un remate almenado y tanto en la torre como en el cuerpo se abren grandes vanos góticos. Podrían corresponder a su construcción original las saeteras del piso superior, aquí se encuentra el escudo de armas de los Valdés, León, Castilla y Bernaldo de Quirós.

- El palacio de Villanueva es Monumento Histórico Artístico, del siglo XVII. Obra barroca que encaja perfectamente en la fisonomía de la llanura de San Cucao. La fachada tiene un cuerpo central de dos pisos con torres cuadradas y tres balcones enrasados con antepecho de barrotes. Las torres son pesadas y macizas de cuatro pisos separados por impostas y lucen los escudos de armas labrados en granito entre los balcones del tercero. La desnudez de su decoración es total, los muros son de mampostería y sillarejo con sillar en las esquinas, puertas y ventanas. En el interior se encuentra el patio que está casi arruinado con columnas caídas e invadido por la maleza. Tenía escalera de piedra con barandilla de madera que da acceso a la planta noble, presidida por el gran salón con tres balcones. La capilla estaba adosada a un lateral continuando la línea de la fachada, debió de ser abovedada y de cañón de medio punto con contrafuertes exteriores que recogen el empuje. El palacio se debió comunicar con la capilla por un pequeño coro, del que hoy solamente queda la viga sustentante. Actualmente se utiliza como pajar.

El palacio de Villabona es Monumento Histórico Artístico, fue construido en el siglo XVII, probablemente como ampliación de un edificio anterior. Su fachada estuvo orientada al este y tenía dos torres que la unían por un corredor de madera. Entre 1661 y 1669 se levanta su actual fachada al lado opuesto de la anterior presentando planta cuadrada y cuatro torres. En el siglo XVII, sufre un incendio y es reconstruido. El palacio actualmente tiene una torre y planta rectangular. La fachada principal tiene portada adintelada flanqueada por dos saeteras y dos ventanas en arco de medio punto, el piso alto con balcón centrado volado y ventana de enmarque de molduras con dos escudos el de la familia Alonso de Villabona y la de Portel, destacando en su fachada la sobriedad del diseño. La torre es cuadrada y de cuatro plantas que apoyan en un zócalo de sillar, en el tercer piso aparece un escudo. Hay que destacar la entrada donde se instaló la portada románica que había estado en el muro de cierre de la finca con decoración de puntas de diamante. En el interior aparece un patio con galería actualmente cubierto, que apoya en cuatro columnas toscanas que sustentan el corredor de madera tallada. La capilla integrada en el bloque palaciego, tiene entrada independiente sin comunicación con el palacio. Está dedicado a los Reyes Magos.
- La capilla de Santa Bárbara, pequeña iglesia de una sola nave, recorrida al exterior por estribos y cabecera poligonal realizada en ladrillo y piedra. Tiene una aguda torre campanario en el hastial. La portada forma un anticuerpo con arco de medio punto sobre columnillas. La obra se debe a la iniciativa de la fábrica de explosivos.

### Fiestas
Entre sus fiestas, destacan:
En mayo, son las fiestas de San Isidro Labrador en la localidad de Posada. 
En julio son las fiestas de Los Exconxuraos de invención reciente aunque declarada fiesta de interés turístico regional (en la que, curiosamente, se conmemora la humillación a la que los habitantes de Llanera fueron sometidos por el obispo de Oviedo), y las de Santiago Apóstol en Arlos y Pruvia.
En agosto, el segundo fin de semana se celebran las fiestas del Cruce en Posada de Llanera. En Lugo de Llanera se celebran las fiestas de Santa María, el siguiente domingo después del 15 (día de la Asunción de María); se celebra durante varios días culminando las fiestas con el Lunes del Bollu. Esta fiesta ha cambiado varias veces su emplazamiento en los últimos cuarenta años, como consecuencia del crecimiento urbanístico de Lugo de Llanera.
Los Carnavales tiene gran aceptación en Posada, aunque también se celebran en otras localidades. También hay jornadas gastronómicas, como la del bacalao en septiembre y la de los productos de la huerta y carne roxa en agosto.